# Omphalina subhepatica
Omphalina subhepatica är en lavart som först beskrevs av August Johann Georg Karl Batsch, och fick sitt nu gällande namn av William Alphonso Murrill 1916. Omphalina subhepatica ingår i släktet Omphalina och familjen Tricholomataceae.   Inga underarter finns listade i Catalogue of Life.
I den svenska databasen Dyntaxa används istället namnet Omphalina hepatica för samma taxon.  Arten är reproducerande i Sverige.